# Danh sách bài hát quán quân Hot 100 (Việt Nam)

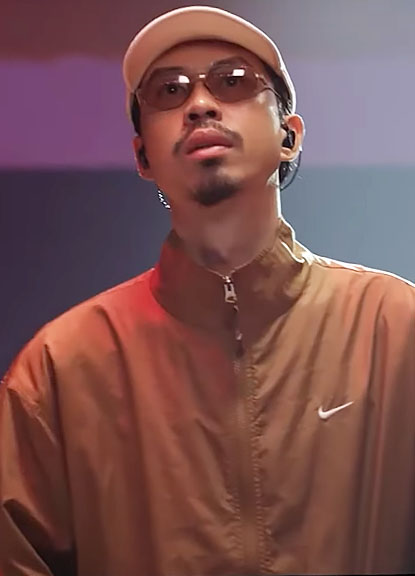
"Mang tiền về cho mẹ" của Đen (hợp tác với Nguyên Thảo) là bài hát đầu tiên đứng đầu cả hai bảng xếp hạng Vietnam Hot 100 và Top Vietnamese Songs.

Billboard Vietnam Hot 100, công bố hàng tuần bởi tạp chí Billboard Việt Nam, là bảng xếp hạng các bài hát thành công nhất tại thị trường âm nhạc Việt Nam. Billboard Việt Nam phát hành hai bảng xếp hạng bài hát, Vietnam Hot 100 và Top Vietnamese Songs, dựa trên hoạt động của bài hát trên lượt tải nhạc số và phát trực tuyến, trong đó Top Vietnamese Songs chỉ bao gồm ca khúc tiếng Việt.

## Danh sách
| lại    | Bài hát trở lại vị trí quán quân |
| dagger | Bài hát thành công nhất năm      |

### 2022
| Ngày phát hành | Billboard Vietnam Hot 100 | Billboard Vietnam Hot 100                       | Billboard Vietnam Hot 100     | Ct      | Billboard Vietnam Top Vietnamese Songs | Billboard Vietnam Top Vietnamese Songs          | Billboard Vietnam Top Vietnamese Songs | Ct      |
| Ngày phát hành | Thứ tự                    | Tựa đề                                          | Nghệ sĩ                       | Ct      | Thứ tự                                 | Tựa đề                                          | Nghệ sĩ                                | Ct      |
| -------------- | ------------------------- | ----------------------------------------------- | ----------------------------- | ------- | -------------------------------------- | ----------------------------------------------- | -------------------------------------- | ------- |
| 14 tháng 1     | 1                         | "Mang tiền về cho mẹ" (hợp tác với Nguyên Thảo) | Đen                           | [ 3 ]   | 1                                      | "Mang tiền về cho mẹ" (hợp tác với Nguyên Thảo) | Đen                                    | [ 4 ]   |
| 20 tháng 1     | 1                         | "Mang tiền về cho mẹ" (hợp tác với Nguyên Thảo) | Đen                           | [ 5 ]   | 1                                      | "Mang tiền về cho mẹ" (hợp tác với Nguyên Thảo) | Đen                                    | [ 6 ]   |
| 27 tháng 1     | 1                         | "Mang tiền về cho mẹ" (hợp tác với Nguyên Thảo) | Đen                           | [ 7 ]   | 1                                      | "Mang tiền về cho mẹ" (hợp tác với Nguyên Thảo) | Đen                                    | [ 8 ]   |
| 3 tháng 2      | 1                         | "Mang tiền về cho mẹ" (hợp tác với Nguyên Thảo) | Đen                           | [ 9 ]   | 1                                      | "Mang tiền về cho mẹ" (hợp tác với Nguyên Thảo) | Đen                                    | [ 10 ]  |
| 10 tháng 2     | 1                         | "Mang tiền về cho mẹ" (hợp tác với Nguyên Thảo) | Đen                           | [ 11 ]  | 1                                      | "Mang tiền về cho mẹ" (hợp tác với Nguyên Thảo) | Đen                                    | [ 12 ]  |
| 17 tháng 2     | 1                         | "Mang tiền về cho mẹ" (hợp tác với Nguyên Thảo) | Đen                           | [ 13 ]  | 1                                      | "Mang tiền về cho mẹ" (hợp tác với Nguyên Thảo) | Đen                                    | [ 14 ]  |
| 24 tháng 2     | 2                         | "Stay Alive"                                    | Jungkook                      | [ 15 ]  | 2                                      | "Ngày đầu tiên"                                 | Đức Phúc                               | [ 16 ]  |
| 3 tháng 3      | 3                         | "Ngày đầu tiên"                                 | Đức Phúc                      | [ 17 ]  | 2                                      | "Ngày đầu tiên"                                 | Đức Phúc                               | [ 18 ]  |
| 10 tháng 3     | 3                         | "Ngày đầu tiên"                                 | Đức Phúc                      | [ 19 ]  | 2                                      | "Ngày đầu tiên"                                 | Đức Phúc                               | [ 20 ]  |
| 17 tháng 3     | 4                         | "Chìm sâu" (hợp tác với Trung Trần)             | RPT MCK                       | [ 21 ]  | 3                                      | "Chìm sâu" (hợp tác với Trung Trần)             | RPT MCK                                | [ 22 ]  |
| 24 tháng 3     | 4                         | "Chìm sâu" (hợp tác với Trung Trần)             | RPT MCK                       | [ 23 ]  | 3                                      | "Chìm sâu" (hợp tác với Trung Trần)             | RPT MCK                                | [ 24 ]  |
| 31 tháng 3     | 5                         | "Butter"                                        | BTS                           | [ 25 ]  | 4                                      | "Don't Break My Heart"                          | Binz                                   | [ 26 ]  |
| 7 tháng 4      | 6                         | "Chân mây" (hợp tác với Phương Thanh)           | K-ICM                         | [ 27 ]  | 5                                      | "Chân mây" (hợp tác với Phương Thanh)           | K-ICM                                  | [ 28 ]  |
| 14 tháng 4     | 7                         | "Still Life"                                    | Big Bang                      | [ 29 ]  | lại                                    | "Chìm sâu" (hợp tác với Trung Trần)             | RPT MCK                                | [ 30 ]  |
| 21 tháng 4     | 7                         | "Still Life"                                    | Big Bang                      | [ 31 ]  | 6                                      | "See tình"                                      | Hoàng Thùy Linh                        | [ 32 ]  |
| 28 tháng 4     | 7                         | "Still Life"                                    | Big Bang                      | [ 33 ]  | 6                                      | "See tình"                                      | Hoàng Thùy Linh                        | [ 34 ]  |
| 5 tháng 5      | 8                         | "Chơi vơi" (hợp tác với Trung Quân)             | K-ICM                         | [ 35 ]  | 7                                      | "Chơi vơi" (hợp tác với Trung Quân)             | K-ICM                                  | [ 36 ]  |
| 12 tháng 5     | 9                         | "That That" (hợp tác với Suga)                  | Psy                           | [ 37 ]  | 8                                      | "Có em" (hợp tác với Low G)                     | Madihu                                 | [ 38 ]  |
| 19 tháng 5     | 10                        | "Có em" (hợp tác với Low G)                     | Madihu                        | [ 39 ]  | 8                                      | "Có em" (hợp tác với Low G)                     | Madihu                                 | [ 40 ]  |
| 26 tháng 5     | 11                        | "Có không giữ mất đừng tìm"                     | Trúc Nhân                     | [ 41 ]  | 9                                      | "Có không giữ mất đừng tìm"                     | Trúc Nhân                              | [ 42 ]  |
| 2 tháng 6      | 11                        | "Có không giữ mất đừng tìm"                     | Trúc Nhân                     | [ 43 ]  | 9                                      | "Có không giữ mất đừng tìm"                     | Trúc Nhân                              | [ 44 ]  |
| 9 tháng 6      | 12                        | "Ánh sao và bầu trời"                           | T.R.I                         | [ 45 ]  | 10                                     | "Ánh sao và bầu trời"                           | T.R.I                                  | [ 46 ]  |
| 16 tháng 6     | 12                        | "Ánh sao và bầu trời"                           | T.R.I                         | [ 47 ]  | 10                                     | "Ánh sao và bầu trời"                           | T.R.I                                  | [ 48 ]  |
| 23 tháng 6     | 13                        | "Yet to Come (The Most Beautiful Moment)"       | BTS                           | [ 49 ]  | 11                                     | "Ai muốn nghe không"                            | Đen                                    | [ 50 ]  |
| 30 tháng 6     | 14                        | "Vì mẹ anh bắt chia tay"                        | Miu Lê, Karik, Châu Đăng Khoa | [ 51 ]  | 12                                     | "Vì mẹ anh bắt chia tay"                        | Miu Lê, Karik, Châu Đăng Khoa          | [ 52 ]  |
| 7 tháng 7      | 15                        | "Left and Right" (hợp tác với Jungkook)         | Charlie Puth                  | [ 53 ]  | 13                                     | "Vaicaunoicokhiennguoithaydoi"                  | Grey D, Linh                           | [ 54 ]  |
| 14 tháng 7     | 16                        | "Vaicaunoicokhiennguoithaydoi"                  | Grey D, Linh                  | [ 55 ]  | 13                                     | "Vaicaunoicokhiennguoithaydoi"                  | Grey D, Linh                           | [ 56 ]  |
| 21 tháng 7     | 17                        | "Bên trên tầng lầu"                             | Tăng Duy Tân                  | [ 57 ]  | 14                                     | "Bên trên tầng lầu"                             | Tăng Duy Tân                           | [ 58 ]  |
| 28 tháng 7     | 17                        | "Bên trên tầng lầu"                             | Tăng Duy Tân                  | [ 59 ]  | 14                                     | "Bên trên tầng lầu"                             | Tăng Duy Tân                           | [ 60 ]  |
| 4 tháng 8      | 17                        | "Bên trên tầng lầu"                             | Tăng Duy Tân                  | [ 61 ]  | 14                                     | "Bên trên tầng lầu"                             | Tăng Duy Tân                           | [ 62 ]  |
| 11 tháng 8     | 17                        | "Bên trên tầng lầu"                             | Tăng Duy Tân                  | [ 63 ]  | 14                                     | "Bên trên tầng lầu"                             | Tăng Duy Tân                           | [ 64 ]  |
| 18 tháng 8     | 18                        | "Vì anh đâu có biết" (hợp tác với Vũ)           | Madihu                        | [ 65 ]  | 15                                     | "Vì anh đâu có biết" (hợp tác với Vũ)           | Madihu                                 | [ 66 ]  |
| 25 tháng 8     | 18                        | "Vì anh đâu có biết" (hợp tác với Vũ)           | Madihu                        | [ 67 ]  | 15                                     | "Vì anh đâu có biết" (hợp tác với Vũ)           | Madihu                                 | [ 68 ]  |
| 1 tháng 9      | 19                        | "Pink Venom"                                    | Blackpink                     | [ 69 ]  | 15                                     | "Vì anh đâu có biết" (hợp tác với Vũ)           | Madihu                                 | [ 70 ]  |
| 8 tháng 9      | 19                        | "Pink Venom"                                    | Blackpink                     | [ 71 ]  | 15                                     | "Vì anh đâu có biết" (hợp tác với Vũ)           | Madihu                                 | [ 72 ]  |
| 15 tháng 9     | 19                        | "Pink Venom"                                    | Blackpink                     | [ 73 ]  | 16                                     | "Waiting for You"                               | Mono, Onionn                           | [ 74 ]  |
| 22 tháng 9     | 20                        | "Waiting for You"                               | Mono, Onionn                  | [ 75 ]  | 16                                     | "Waiting for You"                               | Mono, Onionn                           | [ 76 ]  |
| 29 tháng 9     | 21                        | "Shut Down"                                     | Blackpink                     | [ 77 ]  | 16                                     | "Waiting for You"                               | Mono, Onionn                           | [ 78 ]  |
| 6 tháng 10     | lại                       | "Waiting for You"                               | Mono, Onionn                  | [ 79 ]  | 16                                     | "Waiting for You"                               | Mono, Onionn                           | [ 80 ]  |
| 13 tháng 10    | lại                       | "Waiting for You"                               | Mono, Onionn                  | [ 81 ]  | 16                                     | "Waiting for You"                               | Mono, Onionn                           | [ 82 ]  |
| 20 tháng 10    | lại                       | "Waiting for You"                               | Mono, Onionn                  | [ 83 ]  | 16                                     | "Waiting for You"                               | Mono, Onionn                           | [ 84 ]  |
| 27 tháng 10    | lại                       | "Waiting for You"                               | Mono, Onionn                  | [ 85 ]  | 16                                     | "Waiting for You"                               | Mono, Onionn                           | [ 86 ]  |
| 3 tháng 11     | lại                       | "Waiting for You"                               | Mono, Onionn                  | [ 87 ]  | 16                                     | "Waiting for You"                               | Mono, Onionn                           | [ 88 ]  |
| 10 tháng 11    | lại                       | "Waiting for You"                               | Mono, Onionn                  | [ 89 ]  | 16                                     | "Waiting for You"                               | Mono, Onionn                           | [ 90 ]  |
| 17 tháng 11    | lại                       | "Waiting for You"                               | Mono, Onionn                  | [ 91 ]  | 16                                     | "Waiting for You"                               | Mono, Onionn                           | [ 92 ]  |
| 24 tháng 11    | lại                       | "Waiting for You"                               | Mono, Onionn                  | [ 93 ]  | 16                                     | "Waiting for You"                               | Mono, Onionn                           | [ 94 ]  |
| 1 tháng 12     | lại                       | "Waiting for You"                               | Mono, Onionn                  | [ 95 ]  | 16                                     | "Waiting for You"                               | Mono, Onionn                           | [ 96 ]  |
| 8 tháng 12     | lại                       | "Waiting for You"                               | Mono, Onionn                  | [ 97 ]  | 16                                     | "Waiting for You"                               | Mono, Onionn                           | [ 98 ]  |
| 15 tháng 12    | lại                       | "Waiting for You"                               | Mono, Onionn                  | [ 99 ]  | 16                                     | "Waiting for You"                               | Mono, Onionn                           | [ 100 ] |
| 22 tháng 12    | lại                       | "Waiting for You"                               | Mono, Onionn                  | [ 101 ] | 16                                     | "Waiting for You"                               | Mono, Onionn                           | [ 102 ] |
| 29 tháng 12    | 22                        | "Ditto"                                         | NewJeans                      | [ 103 ] | 17                                     | "Bo xì bo"                                      | Hoàng Thùy Linh                        | [ 104 ] |

### 2023
| Ngày phát hành | Billboard Vietnam Hot 100 | Billboard Vietnam Hot 100               | Billboard Vietnam Hot 100  | Ct      | Billboard Vietnam Top Vietnamese Songs | Billboard Vietnam Top Vietnamese Songs | Billboard Vietnam Top Vietnamese Songs | Ct      |
| Ngày phát hành | Thứ tự                    | Tựa đề                                  | Nghệ sĩ                    | Ct      | Thứ tự                                 | Tựa đề                                 | Nghệ sĩ                                | Ct      |
| -------------- | ------------------------- | --------------------------------------- | -------------------------- | ------- | -------------------------------------- | -------------------------------------- | -------------------------------------- | ------- |
| 5 tháng 1      | lại                       | "Ditto"                                 | NewJeans                   | [ 105 ] | lại                                    | "Bo xì bo"                             | Hoàng Thùy Linh                        | [ 106 ] |
| 12 tháng 1     | lại                       | "Ditto"                                 | NewJeans                   | [ 107 ] | lại                                    | "Bo xì bo"                             | Hoàng Thùy Linh                        | [ 108 ] |
| 19 tháng 1     | 23                        | "OMG"                                   | NewJeans                   | [ 109 ] | lại                                    | "Bo xì bo"                             | Hoàng Thùy Linh                        | [ 110 ] |
| 26 tháng 1     | 24                        | "Ngủ một mình"                          | Hieuthuhai, Negav, Kewtiie | [ 111 ] | 18                                     | "Ngủ một mình"                         | Hieuthuhai, Negav, Kewtiie             | [ 112 ] |
| 2 tháng 2      | 25                        | "Bo xì bo"                              | Hoàng Thùy Linh            | [ 113 ] | lại                                    | "Bo xì bo"                             | Hoàng Thùy Linh                        | [ 114 ] |
| 9 tháng 2      | 26                        | "Flowers"                               | Miley Cyrus                | [ 115 ] | lại                                    | "Ngủ một mình"                         | Hieuthuhai, Negav, Kewtiie             | [ 116 ] |
| 16 tháng 2     | lại                       | "Ngủ một mình"                          | Hieuthuhai, Negav, Kewtiie | [ 117 ] | lại                                    | "Ngủ một mình"                         | Hieuthuhai, Negav, Kewtiie             | [ 118 ] |
| 23 tháng 2     | 27                        | "Luôn yêu đời"                          | Đen, Cheng                 | [ 119 ] | 19                                     | "Luôn yêu đời"                         | Đen, Cheng                             | [ 120 ] |
| 2 tháng 3      | 28                        | "Em đồng ý (I Do)"                      | Đức Phúc, 911              | [ 121 ] | 20                                     | "Em đồng ý (I Do)"                     | Đức Phúc, 911                          | [ 122 ] |
| 9 tháng 3      | 29                        | "Die for You"                           | The Weeknd, Ariana Grande  | [ 123 ] | 20                                     | "Em đồng ý (I Do)"                     | Đức Phúc, 911                          | [ 124 ] |
| 16 tháng 3     | 30                        | "Nếu lúc đó"                            | Tlinh, 2pillz              | [ 125 ] | 21                                     | "Nếu lúc đó"                           | Tlinh, 2pillz                          | [ 126 ] |
| 23 tháng 3     | 30                        | "Nếu lúc đó"                            | Tlinh, 2pillz              | [ 127 ] | 21                                     | "Nếu lúc đó"                           | Tlinh, 2pillz                          | [ 128 ] |
| 30 tháng 3     | 30                        | "Nếu lúc đó"                            | Tlinh, 2pillz              | [ 129 ] | 21                                     | "Nếu lúc đó"                           | Tlinh, 2pillz                          | [ 130 ] |
| 6 tháng 4      | 31                        | "Like Crazy"                            | Jimin                      | [ 131 ] | 21                                     | "Nếu lúc đó"                           | Tlinh, 2pillz                          | [ 132 ] |
| 13 tháng 4     | 32                        | "Flower"                                | Jisoo                      | [ 133 ] | 22                                     | "Anh đã ổn hơn"                        | RPT MCK                                | [ 134 ] |
| 20 tháng 4     | 32                        | "Flower"                                | Jisoo                      | [ 135 ] | 22                                     | "Anh đã ổn hơn"                        | RPT MCK                                | [ 136 ] |
| 27 tháng 4     | 32                        | "Flower"                                | Jisoo                      | [ 137 ] | 22                                     | "Anh đã ổn hơn"                        | RPT MCK                                | [ 138 ] |
| 4 tháng 5      | 33                        | "Cupid"                                 | Fifty Fifty                | [ 139 ] | 22                                     | "Anh đã ổn hơn"                        | RPT MCK                                | [ 140 ] |
| 11 tháng 5     | 34                        | "Đưa em về nhàa"                        | Grey D, Chillies           | [ 141 ] | 23                                     | "Đưa em về nhà"                        | Grey D, Chillies                       | [ 142 ] |
| 18 tháng 5     | 35                        | "Making My Way"                         | Sơn Tùng M-TP              | [ 143 ] | 24                                     | "Making My Way"                        | Sơn Tùng M-TP                          | [ 144 ] |
| 25 tháng 5     | 35                        | "Making My Way"                         | Sơn Tùng M-TP              | [ 145 ] | 24                                     | "Making My Way"                        | Sơn Tùng M-TP                          | [ 146 ] |
| 1 tháng 6      | 36                        | "Nấu ăn cho em"                         | Đen, PiaLinh               | [ 147 ] | 25                                     | "Nấu ăn cho em"                        | Đen, PiaLinh                           | [ 148 ] |
| 8 tháng 6      | 36                        | "Nấu ăn cho em"                         | Đen, PiaLinh               | [ 149 ] | 25                                     | "Nấu ăn cho em"                        | Đen, PiaLinh                           | [ 150 ] |
| 15 tháng 6     | 36                        | "Nấu ăn cho em"                         | Đen, PiaLinh               |         | 25                                     | "Nấu ăn cho em"                        | Đen, PiaLinh                           |         |
| 22 tháng 6     | 37                        | "Take Two"                              | BTS                        |         | 25                                     | "Nấu ăn cho em"                        | Đen, PiaLinh                           |         |
| 29 tháng 6     | lại                       | "Nấu ăn cho em"                         | Đen, PiaLinh               |         | 25                                     | "Nấu ăn cho em"                        | Đen, PiaLinh                           |         |
| 6 tháng 7      | lại                       | "Left and Right" (hợp tác với Jungkook) | Charlie Puth               |         | 25                                     | "Nấu ăn cho em"                        | Đen, PiaLinh                           |         |
| 13 tháng 7     | lại                       | "Left and Right" (hợp tác với Jungkook) | Charlie Puth               |         | 25                                     | "Nấu ăn cho em"                        | Đen, PiaLinh                           |         |
| 20 tháng 7     | lại                       | "Left and Right" (hợp tác với Jungkook) | Charlie Puth               |         | 25                                     | "Nấu ăn cho em"                        | Đen, PiaLinh                           |         |
| 27 tháng 7     | 38                        | "Seven" (hợp tác với Latto)             | Jungkook                   |         | 26                                     | "À lôi"                                | Double2T, Masew                        |         |
| 3 tháng 8      | 38                        | "Seven" (hợp tác với Latto)             | Jungkook                   |         | 26                                     | "À lôi"                                | Double2T, Masew                        |         |
| 10 tháng 8     | 38                        | "Seven" (hợp tác với Latto)             | Jungkook                   |         | 26                                     | "À lôi"                                | Double2T, Masew                        |         |
| 17 tháng 8     | 38                        | "Seven" (hợp tác với Latto)             | Jungkook                   |         | 27                                     | "Id 072019"                            | W/N                                    |         |
| 24 tháng 8     | 38                        | "Seven" (hợp tác với Latto)             | Jungkook                   |         | 27                                     | "Id 072019"                            | W/N                                    |         |
| 31 tháng 8     | 38                        | "Seven" (hợp tác với Latto)             | Jungkook                   |         | 27                                     | "Id 072019"                            | W/N                                    |         |
| 7 tháng 9      | 38                        | "Seven" (hợp tác với Latto)             | Jungkook                   |         | 27                                     | "Id 072019"                            | W/N                                    |         |
| 14 tháng 9     | 38                        | "Seven" (hợp tác với Latto)             | Jungkook                   |         | 28                                     | "Khi cơn mơ dần phai"                  | Tez, Myra Trần                         |         |
| 21 tháng 9     | 38                        | "Seven" (hợp tác với Latto)             | Jungkook                   |         | 28                                     | "Khi cơn mơ dần phai"                  | Tez, Myra Trần                         |         |
| 28 tháng 9     | 38                        | "Seven" (hợp tác với Latto)             | Jungkook                   |         | lại                                    | "Id 072019"                            | W/N                                    |         |
| 5 tháng 10     | 38                        | "Seven" (hợp tác với Latto)             | Jungkook                   |         | lại                                    | "Id 072019"                            | W/N                                    |         |
| 12 tháng 10    | 38                        | "Seven" (hợp tác với Latto)             | Jungkook                   |         | 29                                     | "Lệ lưu ly"                            | Vũ Phụng Tiên, DT Tập Rap              |         |
| 19 tháng 10    | 39                        | "You & Me"                              | Jennie                     |         | 30                                     | "Cắt đôi nỗi sầu"                      | Tăng Duy Tân                           |         |
| 26 tháng 10    | 40                        | "Bạn đời"                               | Karik, GDucky              |         | 31                                     | "Bạn đời"                              | Karik, GDucky                          |         |
| 2 tháng 11     | 40                        | "Bạn đời"                               | Karik, GDucky              |         | 31                                     | "Bạn đời"                              | Karik, GDucky                          |         |
| 9 tháng 11     | 41                        | "Từng quen"                             | Wren Evans, itsnk          |         | 32                                     | "Từng quen"                            | Wren Evans, itsnk                      |         |
| 16 tháng 11    | 41                        | "Từng quen"                             | Wren Evans, itsnk          |         | 32                                     | "Từng quen"                            | Wren Evans, itsnk                      |         |
| 23 tháng 11    | 41                        | "Từng quen"                             | Wren Evans, itsnk          |         | 32                                     | "Từng quen"                            | Wren Evans, itsnk                      |         |
| 30 tháng 11    | 41                        | "Từng quen"                             | Wren Evans, itsnk          |         | 32                                     | "Từng quen"                            | Wren Evans, itsnk                      |         |
| 7 tháng 12     | 41                        | "Từng quen"                             | Wren Evans, itsnk          |         | 32                                     | "Từng quen"                            | Wren Evans, itsnk                      |         |
| 14 tháng 12    | 41                        | "Từng quen"                             | Wren Evans, itsnk          |         | 32                                     | "Từng quen"                            | Wren Evans, itsnk                      |         |
| 21 tháng 12    | 41                        | "Từng quen"                             | Wren Evans, itsnk          |         | 32                                     | "Từng quen"                            | Wren Evans, itsnk                      |         |
| 28 tháng 12    | 42                        | "Những lời hứa bỏ quên"                 | Vũ, Dear Jane              |         | 33                                     | "Những lời hứa bỏ quên"                | Vũ, Dear Jane                          |         |

### 2025
| Ngày phát hành | Billboard Vietnam Hot 100 | Billboard Vietnam Hot 100 | Billboard Vietnam Hot 100 | Ct      |
| Ngày phát hành | Thứ tự                    | Tựa đề                    | Nghệ sĩ                   | Ct      |
| -------------- | ------------------------- | ------------------------- | ------------------------- | ------- |
| 27 tháng 5     | 1                         | "Phép màu"                | MAYDAYs, Minh Tốc & Lam   |         |
| 3 tháng 6      | 1                         | "Phép màu"                | MAYDAYs, Minh Tốc & Lam   |         |
| 10 tháng 6     | 1                         | "Phép màu"                | MAYDAYs, Minh Tốc & Lam   |         |
| 17 tháng 6     | 1                         | "Phép màu"                | MAYDAYs, Minh Tốc & Lam   |         |
| 24 tháng 6     | 1                         | "Phép màu"                | MAYDAYs, Minh Tốc & Lam   |         |
| 1 tháng 7      | 1                         | "Phép màu"                | MAYDAYs, Minh Tốc & Lam   | [ 151 ] |
| 8 tháng 7      | 1                         | "Phép màu"                | MAYDAYs, Minh Tốc & Lam   |         |
| 15 tháng 7     | 2                         | "Bóng phù hoa"            | Phương Mỹ Chi, DTAP       |         |
| 22 tháng 7     | 3                         | "Jump"                    | Blackpink                 | [ 152 ] |
| 29 tháng 7     | lại                       | "Phép màu"                | MAYDAYs, Minh Tốc & Lam   |         |
| 5 tháng 8      | lại                       | "Phép màu"                | MAYDAYs, Minh Tốc & Lam   |         |
| 12 tháng 8     | lại                       | "Phép màu"                | MAYDAYs, Minh Tốc & Lam   |         |

| Ngày phát hành | Billboard Vietnam Top Vietnamese Songs | Billboard Vietnam Top Vietnamese Songs | Billboard Vietnam Top Vietnamese Songs | Ct |
| Ngày phát hành | Thứ tự                                 | Tựa đề                                 | Nghệ sĩ                                | Ct |
| -------------- | -------------------------------------- | -------------------------------------- | -------------------------------------- | -- |
| 26 tháng 6     | 1                                      | "Phép màu"                             | MAYDAYs, Minh Tốc & Lam                |    |
| 2 tháng 7      | 1                                      | "Phép màu"                             | MAYDAYs, Minh Tốc & Lam                |    |
| 9 tháng 7      | 2                                      | "Bóng phù hoa"                         | Phương Mỹ Chi, DTAP                    |    |
| 16 tháng 7     | lại                                    | "Phép màu"                             | MAYDAYs, Minh Tốc & Lam                |    |
| 23 tháng 7     | lại                                    | "Phép màu"                             | MAYDAYs, Minh Tốc & Lam                |    |
| 30 tháng 7     | lại                                    | "Phép màu"                             | MAYDAYs, Minh Tốc & Lam                |    |
| 6 tháng 8      | lại                                    | "Phép màu"                             | MAYDAYs, Minh Tốc & Lam                |    |
| 13 tháng 8     | 3                                      | "Kho báu"                              | (S)TRONG Trọng Hiếu                    |    |